# 톰 홀랜더
톰 홀랜더(Tom Hollander, 1967년 8월 25일 ~ )는 잉글랜드의 배우이다.

## 출연 작품

### 영화
- 오만과 편견 (2005)
- 캐리비안의 해적: 망자의 함 (2006)
- 캐리비안의 해적: 세상의 끝에서 (2007)
- 작전명 발키리 (2008) - 하인츠 브란트 대령 역
- 어바웃 타임 (2013)
- 미션 임파서블: 로그네이션 (2015)
- 튤립 피버 (2017) - 소르흐 박사 역
- 달링 (2017) - 블로그스 / 데이비드 역
- 보헤미안 랩소디 (2018) - 짐 비치 역
- 모글리: 정글의 전설 (2018) - 타바키 역 (목소리)
- 프라이빗 워 (2018) - 숀 라이언 역
- 킹스맨: 퍼스트 에이전트 (2021) - 조지 5세 / 빌헬름 2세 / 니콜라이 2세 역